# Tietê (1858)
La cañonera a vapor Tietê fue un navío de la Marina del Imperio del Brasil.

## Historia
Buque mixto (vela y vapor) con casco acorazado, era impulsado por una máquina de vapor con una potencia de 100 HP que impulsaban una única hélice. 45.72 m de eslora, 7.01 m de manga, 2.28 m de puntal y 415 t de desplazamiento. Montaba 4 cañones de 32 en batería y 2 de 68 en cureñas separadas.
La Tietê, primer navío en llevar ese nombre en homenaje a un río y una ciudad en el estado de São Paulo, fue construida en Inglaterra junto a sus gemelas Ibicuí, Itajaí y Mearim bajo la fiscalización del entonces vicealmirante Joaquim Marques Lisboa, futuro almirante Tamandaré. 
Botada a fines de 1857 se incorporó a la marina imperial tras las pruebas de rigor en Greenwich en 1858 y el 9 de mayo de ese año partió rumbo a su primera escala en Londres al mando del teniente 1° Caio Pereira de Vasconcelos en convoy con las restantes de su clase. Tras arribar a su segunda escala en Lisboa, el 17 de mayo participó de una celebración en homenaje a Estefanía de Hohenzollern-Sigmaringen, en su llegada a Portugal para contraer matrimonio con Pedro V de Portugal.
El 14 de junio llegó finalmente a Recife tras 37 días de travesía y el 1 de julio fondeó en Río de Janeiro.
Pasó luego al mando del teniente 1° João Mendes Salgado y al comando del teniente 1° Manuel Antônio Vital de Oliveira desde octubre de 1860 hasta 1861, cuando pasó a situación de desarme.